# Szövetséges Központi Intéző Bizottság
A Szövetséges Központi Intéző Bizottság (néhol Országos Gyűlés Intéző Bizottsága, rövidítve: SZKIB) a Magyarországi Tanácsköztársaság alatt a végrehajtói hatalmat gyakorló szerv volt. Legfeljebb 150 tagból állhatott, s a tagokat a Tanácsok Országos Gyűlése (a tanácskormány parlamentje, röviden: TOGY) választotta meg. A – mindössze háromszor összehívott – SZKIB feladata volt két ülésszak között a TOGY feladatainak ellátása, illetve a Forradalmi Kormányzótanács tagjainak megválasztása. Elnöke a Forradalmi Kormányzótanács elnöke (Garbai Sándor) volt. A Tanácsok Országos Gyűlése által 1919. június 23-án megválasztott SZKIB másnap délelőtt újra megválasztotta a Forradalmi Kormányzótanácsot. A SZKIB ugyanezen a napon megválasztotta továbbá az úgynevezett ellenőrző bizottság tagjait (Vanczák János, Hajdu Gyula, Rákosi Mátyás), amelynek a költségvetés betartásának, illetve általában a pénzügyi gazdálkodás ellenőrzése volt feladata. Kimondta továbbá azt is, hogy a hadsereg főparancsnoka hivatalból tagja a kormányzótanácsnak.

## Struktúrája és feladatköre a Tanácsköztársaság alkotmánya alapján
- A Tanácsok Országos Gyűlésének (következőkben TOGY) összehívása legalább évente kétszer.
- A TOGY mindenképpeni összehívása, ha ezt azoknak a kerületeknek és városoknak tanácsai kérik, amelyek lakossága együttvéve eléri az összlakosság egyharmadát.
- A TOGY által választott SZKIB maximum 150 tagból állhat. Az országban lakó minden nemzetnek lakossága számarányában van megfelelő képviselete.
- Abban az esetben ha a TOGY nem ülésezne, a SZKIB a legfőbb törvényhozói, végrehajtói és bírói hatalmat gyakorolja.
- Tagjai közül kerülnek ki a népbiztosok, illetve a népbiztosságok (minisztériumok) mellé rendelt, a népbiztosok munkáját kiegészítő és ellenőrző bizottságok. Ezen kívül a SZKIB különleges feladatokra más bizottságokat is létrehozhat és bizonyos feladatok elvégzésére egyes tagjait is megbízhatja.
- A munkás- katona és földmívestanácsoknak, illetve az összes tanácsszerv működésének irányítása. Gondoskodás az tanácsállam alkotmányának megvalósításáról, a TOGY határozatainak végrehajtása.
- A SZKIB felelős az országos gyűlésnek, s jelentést tesz működéséről, az általános politikai és gazdasági helyzetről, illetve egyéb fontosabb kérdésekről.
- A Forradalmi Kormányzótanács tagjainak és elnökének megválasztása.
- A Forradalmi Kormányzótanács, a Népgazdasági Tanács és minden népbiztosság rendeleteinek, határozatainak, intézkedéseinek felülvizsgálata. Ha szükséges, ezek felülvizsgálása.